# Intarabus

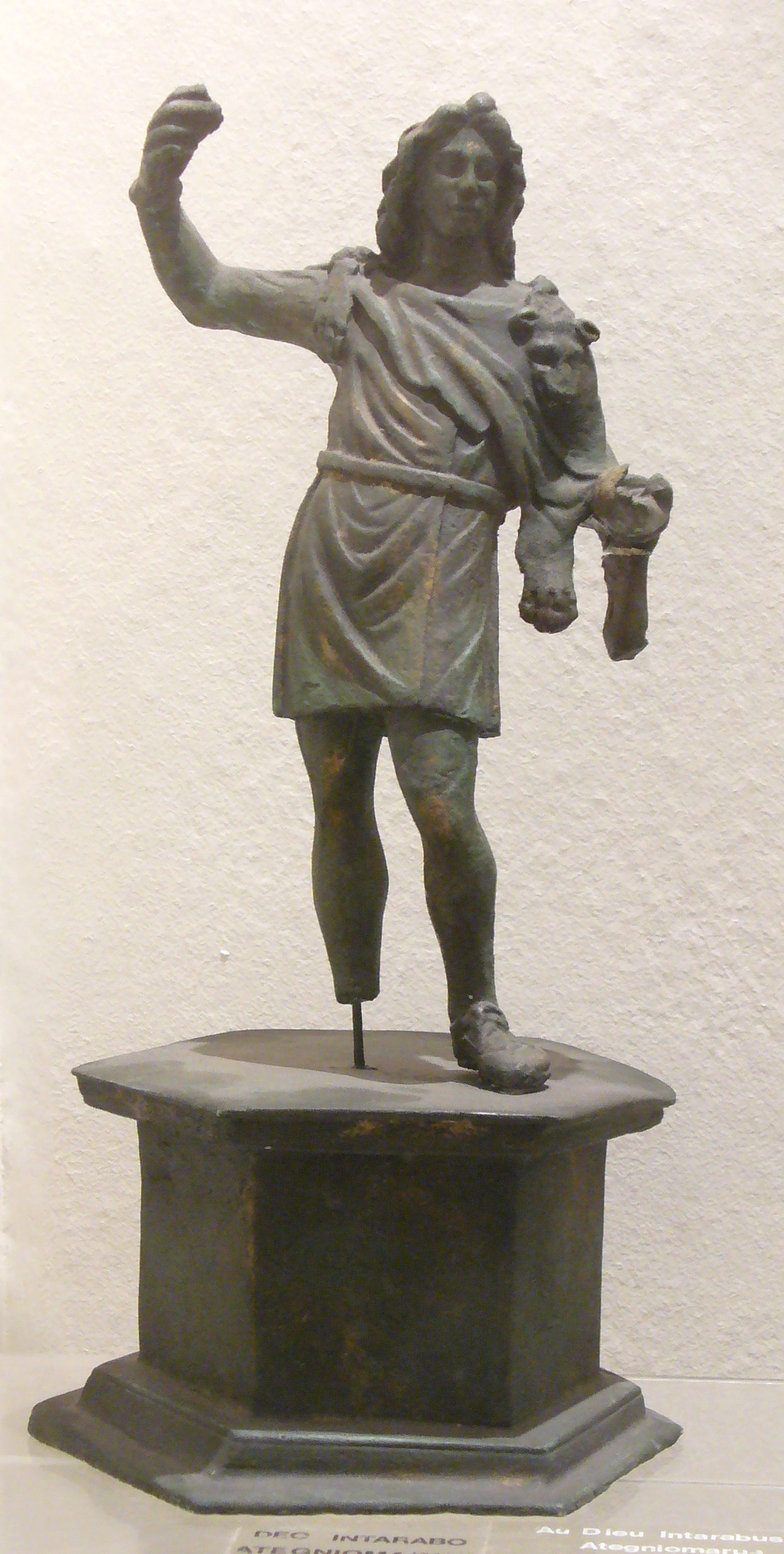
Estatuilla de bronce de Intarabus de Foy-Noville, ahora en el Museo arqueológico de Arlon.

Intarabus era un dios galo en el panteón de los tréveros y algunos pueblos vecinos. Su nombre se conoce a partir de nueve inscripciones de un área relativamente compacta en lo que ahora son Bélgica, Luxemburgo, el oeste de Alemania y el este de Francia. Pudo haber sido la deidad tutelar de una de las tres pagi (subdivisiones) de los tréveros. En la mayoría de los casos, Intarabus se invoca solo, sin ninguna síntesis a una deidad romana y sin acompañar a las deidades femeninas. Sin embargo, una inscripción lo invoca como Marte Intarabus, señalando que un fanum y un simulacrum de este dios habían sido restaurados en Tréveris. Mientras tanto, otra inscripción de Mackwiller en Alsacia le da a Intarabus el epíteto Narius. Una inscripción en Ernzen en Alemania tiene su nombre como [In]tarabus, mientras que otra de Foy-Noville (ahora dentro de la ciudad de Bastoña en Bélgica), invoca a Entarabus junto con Genius Ollodagus.
Una estatuilla de bronce procedente del yacimiento de Foy-Noville, identificada en la base como Deo Intarabo (en caso dativo), representa al dios como un hombre imberbe, de pelo largo, vestido con una túnica y cubierto con una piel de lobo. Su mano derecha levantada presumiblemente habría sostenido una lanza o algún otro implemento, mientras que su mano izquierda, extendida a la altura de la cintura, ahora está desaparecida.
El teatro de Echternach parece haber estado dedicado a Intarabus, al igual que un edículo en Ernzen. En Dalheim se encontró un anillo de plata grabado simplemente con el nombre Intarabo (nuevamente, en caso dativo).
Según Helmut Birkhan, el sitio de Mackwiller revela una serie de evoluciones en el culto local. A partir del siglo I d. C., había un santuario para Narius Intarabus relacionado con el culto en un manantial local. En el siglo II d. C., se construyó un mitreo allí, y las inscripciones dan testimonio del culto común de Mitras y Narius Intarabus. En la segunda mitad del siglo III, el mitreo fue reemplazado por un templo tradicional de estilo galo, que ahora encerraba el manantial sagrado. De esto se puede ver que el culto mitraico fue abandonado en favor de las deidades locales celtas más antiguas.
El nombre 'Intarabus' ha sido caracterizado como “etimológicamente oscuro”; Xavier Delamarre, sin embargo, toma el nombre en el sentido de entar-abus (entre ríos).